# Arvaques

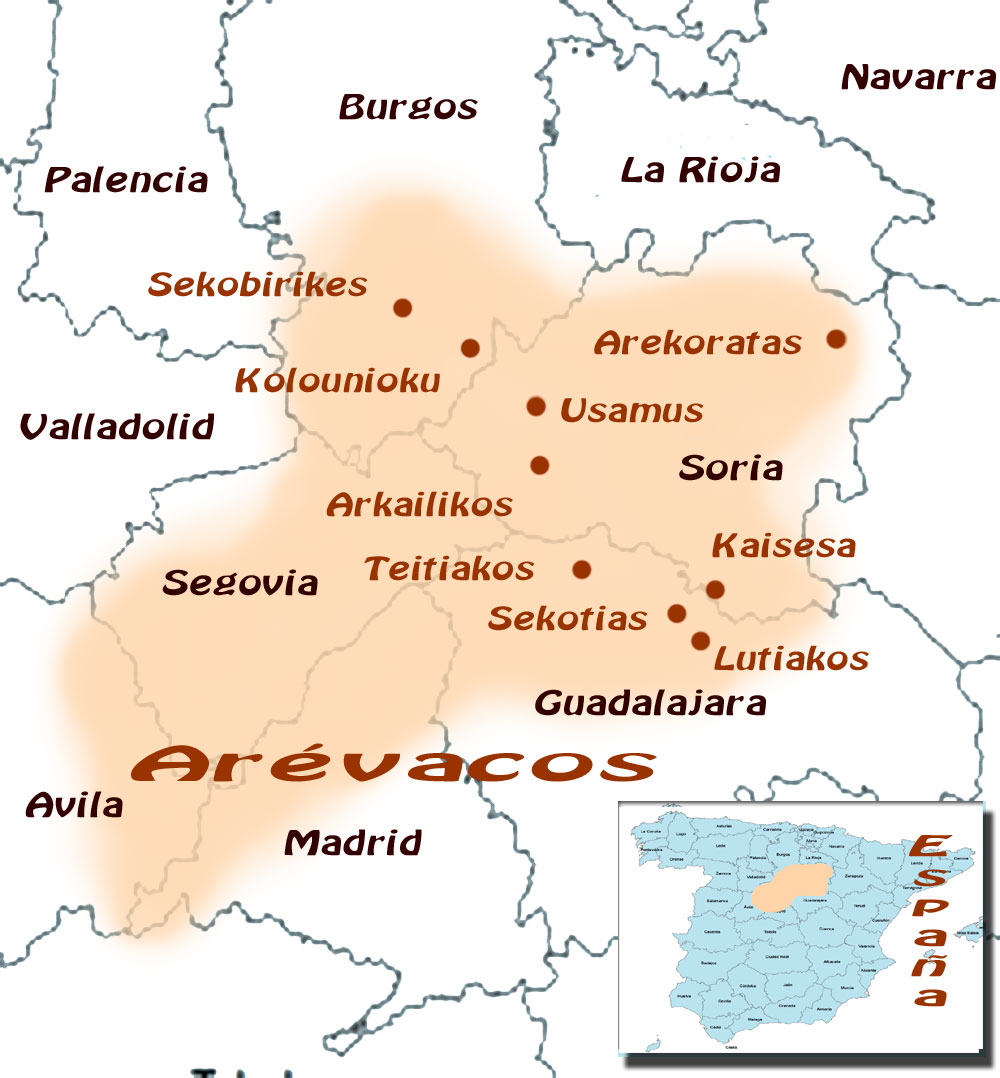
Zone de peuplement des Arévaques

Les Arvaques ou Arévaques (Arévacos en espagnol) étaient une tribu pré-romaine appartenant à la famille des celtibères, située entre le système ibérique et la vallée du Duero, contigu à l'ouest des Vaccéens, établi dans le centre de la péninsule Ibérique dans l'actuelle Espagne. Rome a formé avec les Arvaques des troupes auxiliaires pour son armée impériale.

## Situation géographique actuelle
- Burgos
  - Kolounioku (Zecca), localisée dans la colline del Cuerno (Peñalba de Castro)[1]
  - Sekobirikes (Zecca), localisée à Pinilla Trasmonte[2] On a frappé des Deniers, As et des Semises à la fin du IIe siècle a. C.

- Soria
  - Numantia à 7 km au nord de la cité de Soria, sur la colline de la Muela de la localité de Garray[3].
  - Arekoratas(ceca) en Ágreda
  - Usamus[4] ou Uxama (Zecca), il a eu son règlement sur la Colline Castro, à peu de distance de El Burgo de Osma.
  - Tiermes[5] située sur le territoire municipal de Montejo de Tiermes[6]

- Guadalajara
  - Kaisesa(Zecca) située à Sigüenza
  - Lutiakos (Zecca) en rapport avec Lutia[7] (Luzaga)

## Histoire
Les premières données connues concernant les Arvaques ont été fournies par l'auteur romain Strabon, puisque dans les données précédentes, transmises par Polybe et Libe, on parle simplement génériquement des tribus Celtibères, qui ont tôt acquis une grande importance de par leurs guerres avec Rome.
Les Arvaques construisaient leurs habitations sur les collines pour organiser une défense facile, entourés d'une, deux et jusqu'à trois enceintes murées. On sait avec certitude qu'ils ont habité dans les lieux d'Osma (Uxama ou Argaela, selon l'auteur grec Ptolémée) et Sepúlveda.
Les Arvaques, arevaques ou arévaques portaient un nom qui était clairement celte. Ils se consacraient à l'agriculture et formaient la plus puissante de toutes les tribus celtibères, étendant leurs villages sur presque toute la bande sud du plateau du Duero. Ses noyaux étaient indépendants entre eux, tout ce qui était des différents secteurs appartenant à la même structure géographique les divisait. Ils étaient des peuples grossiers et rustiques, régis par différents réguleurs ou caudillos, sans unité entre eux et presque sans communication.
Ils chiffraient leur gloire en comptant les morts dans les combats et considéraient que mourir de maladie était un affront. Apparemment ce peuple n'enterrait pas ses morts, mais brûlait les corps, puisque dans leurs lieux de sépulture on a trouvé des nécropoles d'incinération. Toutefois, ceux qui périssaient au combat, ils ne considéraient pas digne de brûler leurs restes, lesquels étaient déposés dans des grottes, sur des tombes d'abord et plus tard dans des urnes.
Ils adoraient un dieu sans nom, qu'ils fêtaient lors des nuits de pleine lune, dansant en famille aux portes de leurs maisons. Ils rendaient aussi culte à leurs morts et à un certain "Elman", ou à "Endovéllico", comme en témoignent quelques inscriptions. Ils avaient pour coutume de laisser leurs icônes, ou images des dieux, dans des grottes situées dans les gorges de peñascales - s'agissant parfois des mêmes grottes où reposaient leurs ancêtres, et allaient généralement vers celles-ci en groupe, certains des jours indiqués pour l'occasion. Dans ces lieux ils vénéraient leurs divinités et sollicitaient des faveurs, en laissant leur ex-votos.
Le vêtement était composé d'une large tunique noire ou foncée, faite de laine (de leurs brebis), à laquelle était cousue une capuche ou un capuchon avec lequel on couvrait la tête s'ils ne portaient pas de chapeau. Celui-ci, était orné de plumes. Autour du cou pendait généralement un collier. Une sorte de pantalon adapté complétait cet uniforme simple.
Lors des guerres ils utilisaient des épées à deux tranchants, vénables et lances avec des pointes en fer, qu'ils durcissaient en les laissant se rouiller dans la terre. Ils utilisaient aussi un poing doublé, et on fait l'éloge de leur habileté dans l'art de forger les armes. Ils se présentaient dans les  batailles sur des terrains plats : ils interpolaient l'infanterie avec la cavalerie, laquelle, dans les terrains accidentés et rudes jetait pied à terre et se battait avec le même avantage que la troupe légère d'infanterie. Les "cuneas", ou ordre de bataille triangulaire des arvaques, a été rendu célèbre au sein des Celtibères et redoutable parmi les guerriers de l'Antiquité.
Les femmes étaient aussi employées "dans des exercices varoniles" et aidaient les hommes dans la guerre. Elles étaient désignées, pour combattre, pour garder les céréales dans des silos ou des caves où se conservaient très bien les grains pendant longtemps.
L'an 200 a. C., le carthaginois Hannibal a voulu se montrer Seigneur d'Hispanie avant de mesurer sa force avec Rome, et à cette fin, et à celle d'entrainer ses troupes et imposer obéissance et respect entre les Celtibères, a porté ses armées à l'intérieur de la Péninsule. Il a ainsi pénétré avec deux expéditions consécutives en terre arvaque, détruisant les domaines et soumettant sa capitale, Numancia. Les habitants ont été obligés de s'enfuir avec femmes et enfants dans les montagnes voisines. Ils retourneront plus tard avec la promesse de servir avec loyauté les Carthaginois.
Quand chargé de trophées il retournait de ces expéditions à Carthagène (Carthago Nova), les natifs du plateau réunis en assez grand nombre ont osé l'attaquer aux bords du fleuve Tage et ont désorganisé l'arrière-garde, sauvant une grande partie du butin. Triomphe que les anciens hispaniques ont payé cher, quand, le jour suivant, Hannibal leur a fait voir des troupes disciplinées avec des officiers expérimentés et aguerris face à un manque d'organisation, pour brillante qu'elle fût, ce qui en était en vérité.
Avec l'arrivée des Romains, Numancia, une des villes arvaques, aura une résistance héroïque à l'envahisseur. Après les campagnes de Tiberius Gracchus  en 180 a. C. et la signature des traités avec les peuples indigènes, dont les arvaques, l'Hispanie connaîtra une période de calme relatif. Mais ce calme ne durera pas toujours : en 153 a. C. les segedanos - dû à l'accroissement de leur population ont décidé d'étendre les enceintes, action qui ne sera pas bien vue par Rome, qui cassera les accords, et commençant ainsi ce que l'on appellera les guerres celtibères. Les segedanos, qui n'avaient encore pas terminé leurs murailles, se réfugièrent à Numancia. Le consul Nobilior a été envoyé en Hispanie pour étouffer la rébellion.